# Jayson Blair
Pour les articles homonymes, voir Jayson Blair (acteur) et Blair.
Jayson Blair (né le 23 mars 1976) est un ancien journaliste du New York Times, dont il démissionne après la mise en évidence de plagiats et de faux.
En avril 2003, le Times publie en une un article signé par Blair sur la famille d'un soldat américain tué en Irak. Les similarités entre cet article et un autre paru dans le San Antonio Express conduisent rapidement à une enquête interne qui démontre que le jeune journaliste ne s'est même jamais déplacé au Texas pour rencontrer la famille en question. Le 1er mai 2003, Jayson Blair démissionne après avoir été confronté à son rédacteur en chef.
Une équipe spécialement créée au New York Times découvre que Jayson Blair a bidonné plusieurs dizaines d'articles lors de sa courte carrière au Times. Le journal décide alors de dévoiler ses conclusions dans un très long article en une du journal,. Dans la foulée de la démission de Blair, plusieurs autres scandales éclatent à la rédaction du journal, conduisant à la démission d'autres journalistes et d'une partie de l'équipe dirigeante. Il y eut également une controverse sur la discrimination positive : l'ascension rapide du journaliste, qui était noir, est parfois expliquée par la mise en œuvre de cette politique par le rédacteur en chef Howell Raines.
Dans Burning Down my Master's House, un livre paru en 2004, il relate son expérience professionnelle, mettant ses erreurs sur le compte de la pression imposée par le grand quotidien new-yorkais ainsi que sur des troubles psychiques nécessitant un traitement psychiatrique qu'il se refusait alors à suivre, se réfugiant dans l'alcool et la cocaïne.
Il est depuis devenu coach de vie.

## Affaires similaires
L'affaire Jayson Blair n'est pas sans évoquer le scandale qui dans les années 1990 frappa le magazine The New Republic, où le jeune journaliste Stephen Glass publia de nombreux articles partiellement ou entièrement inventés. À la même époque une affaire similaire touche le journal britannique The Independent au sujet du journaliste Johann Hari. Ce dernier truquait également ses articles et intervenait anonymement sur Wikipédia pour améliorer son image. Si Johann Hari est déchu du Prix Orwell qu'il avait reçu en 1998 (il avait inventé les interventions), il demeure néanmoins à son journal, ce que déplorent ses détracteurs.